# 包波爾烏帕齊拉
包波爾乌帕齐拉是孟加拉国博杜阿卡利縣的一个乌帕齐拉，位於巴里薩爾专区的博杜阿卡利縣。

## 人口
據1991年孟加拉國人口普查，包波爾共有戶數50,725戶，人口288825人。其中男性佔比50.09%，女性佔比49.91%；成年人口139,575人。該地7歲以上人口之平均識字率為37.9%。